# Prionolabis yankovskyana
Prionolabis yankovskyana là một loài ruồi trong họ Limoniidae. Chúng phân bố ở miền Cổ bắc.